# (37955) 1998 HK50
1998 HK50 (asteroide 37955) é um asteroide da cintura principal. Possui uma excentricidade de 0.15779310 e uma inclinação de 12.55373º.
Este asteroide foi descoberto no dia 29 de abril de 1998 por Spacewatch em Kitt Peak.